# 夫余語
夫余語（ふよご）または扶余語は、現在の満州にあった国家、夫余で話された扶余語族に属す言語である。夫余語についての証拠は限られているが、中国の資料によれば、高句麗語とは相互理解可能であったようである。知られている数語の語彙については、それを支持している。